# György Varga
György Varga (...) è un ex schermidore ungherese, vincitore di una medaglia d'argento ai campionati mondiali di scherma.